# Last Breath
Last Breath – singel Liamoo, wydany 26 lutego 2018 nakładem Universal Music. 
Utwór napisali oraz skomponowali Lene Dissing, Peter Bjørnskov, Morten Thorhauge oraz sam wokalista.
Singel dotarł do 9. miejsca na oficjalnej szwedzkiej liście sprzedaży, a także uzyskał w Szwecji status platynowej płyty.

## Lista utworów
- Digital download[1]

1. „Last Breath” – 2:58
2. „Last Breath” (Instrumental) – 2:59

## Notowania
| Kraj    | Notowanie (2018)  | Najwyższa pozycja | Certyfikat             |
| ------- | ----------------- | ----------------- | ---------------------- |
| Szwecja | Sverigetopplistan | 9                 | - SWE: platynowa płyta |